# أدولف أرندت
أدولف أرندت (بالألمانية: Adolf Arndt)‏ هو قاضي ومحامي وكاتب عدل وسياسي ألماني، ولد في 12 مارس 1904 في كونيغسبرغ، وتوفي في 13 فبراير 1974 في كاسل في ألمانيا. حزبياً، نشط في الحزب الديمقراطي الاجتماعي الألماني. وقد انتخب عضو مجلس الشيوخ عن برلين ‏ (1963 – 1964) وانتخب عضو في البوندستاغ الألماني خلال فترته النيابية ‏ (7 سبتمبر 1949 – 7 سبتمبر 1953).

## روابط خارجية
- أدولف أرندت على موقع مونزينجر (الألمانية)